# Kocsovo
Kocsovo (oroszul: Кочёво) falu Oroszország Permi határterületén, a Komi-permják körzet Kocsovói járásának székhelye.
Lakossága: 3504 fő (a 2010. évi népszámláláskor).
A Permi határterület északnyugati részén, Permtől 266 km-re, a Káma vízrendszeréhez tartozó Szepol folyó partján terül el. Országút köti össze Kudimkarral (75 km) és azon át a transzszibériai vasútvonal Verescsagino–Perm közötti szakaszán lévő Mengyelejevo vasútállomással. 
Írott források 1848-tól Kocsev néven említik. Neve a komi-permják кэч (nyúl) szóból származik. 1926-ban lett járási székhely. Az ipar elsősorban a faiparra: fakitermelésre és fafeldolgozásra korlátozódik.     